# Forschend-entwickelnder Unterricht
Der Forschend-entwickelnde Unterricht (oder auch forschend-entdeckender Unterricht) ist die didaktisch bedeutsamste Unterrichtskonzeption im naturwissenschaftlichen Schulunterricht und basiert auf dem Konzept des Problembasierten Lernens. Trotz einiger Parallelen und Gemeinsamkeiten ist diese Konzeption vom fragend-entwickelnden Unterricht der geisteswissenschaftlichen Unterrichtsfächer zu unterscheiden.
Naturwissenschaftlicher Unterricht, der nach dem forschend-entwickelnden Unterrichtsverfahren durchgeführt wird, besteht aus charakteristischen Unterrichtsschritten. Diese weisen starke Parallelen zum wissenschaftlichen Erkenntnisgewinn auf, wodurch der Unterricht eine starke wissenschaftspropädeutische Wirkung erzielt. Dieser Erkenntnisgewinnungsprozess im forschend-entwickelnden Unterricht wird meist mithilfe von naturwissenschaftsdidaktischen Experimenten umgesetzt.

## Funktionen und Ziele
Der forschend-entwickelnde Unterricht vermittelt den Schülern neben dem Fachwissen auch naturwissenschaftliche Denk- und Arbeitsweisen in einem sinnstiftenden Kontext und ermöglicht es, die Bedeutung und Grenzen naturwissenschaftlichen Arbeitens zu reflektieren. Der forschend-entwickelnde Unterricht gestattet die praktische Umsetzung einer Vielzahl von didaktisch bedeutsamen Prinzipien, wie z. B. dem genetischen Lernen, der Handlungsorientierung, dem kumulativen Lernen oder dem sokratischen Dialog – Mäeutik. Durch die breite Anknüpfung an die vorunterrichtlichen Schülervorstellungen und den wiederholten Rückbezug auf Teilaspekte im Gesamtprozess des Erkenntnisgewinns, wird das vernetzte Denken der Schüler geschult und naturwissenschaftliche Problemlösungskompetenz erworben. Da die Schüler ihre eigenen Vorstellungen in den Unterricht unmittelbar mit einbringen können und im Verlauf des Unterrichts ein hohes Maß an eigener Aktivität entwickeln, wirkt der forschend entwickelnde Unterricht stark intrinsisch motivierend. Der forschend-entwickelnde Unterricht wird traditionell zum Frontalunterricht gerechnet, was jedoch eine zu überdenkende Zuordnung ist, da er in einem sehr variablen Ausmaß Gruppenarbeiten enthalten kann. So lassen sich häufig die Erarbeitungsphasen, aber auch die Lösungsplanung in Gruppenarbeitsformen durchführen. In Abhängigkeit vom Thema ist in Einzelfällen auch eine Hypothesenbildungsphase in Gruppenarbeit sinnvoll. Bei Projektarbeiten können einzelne Gruppen entweder verschiedene Teilfragen zu einer übergeordneten Frage bearbeiten oder es werden die verschiedenen Hypothesen zu einer Frage durch einzelne Gruppen überprüft. Die gewählten Methoden und erzielten Ergebnisse werden anschließend analog zu einem wissenschaftlichen Kongress diskutiert.
Im Folgenden wird die Bedeutung der einzelnen Unterrichtsphasen am Beispiel des Biologieunterrichts aufgezeigt, sie gilt aber sinngemäß für alle Naturwissenschaften.

### Einstiegsphase
Funktionen und Ziele:
- Konfrontation der Schüler je nach Fach mit einem biologischen, chemischen oder physikalischen Phänomen
- Provokation einer Fragehaltung seitens der Schüler
- Problemgewinnung

#### Methoden
- Folien- oder Tafelpräsentation des Phänomens (Photos, schematische Darstellungen, Graphen etc.) (zeitsparend)
- Freihandexperiment
- Demonstrationsexperiment
- Schülerexperiment (zeitintensiv)
- Blackboxmethode (Eingangszustand – Blackbox – Ausgangszustand; wobei die Blackbox als solche nicht bzw. nur als „Lücke“ dargestellt wird, damit die Schüler in ihren Überlegungen selber erkennen können, dass hier eine entscheidende und somit bedeutsame Information fehlt, die ein Weiterdenken notwendig macht und somit letztlich die Frage aufwirft.)

### Hypothesenbildung
Funktion und Ziele:
- Versuch der Schüler, durch eigene Lösungsvorschläge das Problem auf gedanklicher Ebene zu lösen
- Dabei Anknüpfung der Schüler an ihre bisherigen vorunterrichtlichen Vorstellungen.

Es werden in jedem Fall alle Lösungsvorschläge mit in den Unterrichtsprozess aufgenommen, unabhängig von ihrer Richtigkeit, sofern sie nicht von den Schülern selbst plausibel begründet zurückgenommen werden. Zu diesem Zeitpunkt sind alle Lösungsvorschläge noch zu überprüfende Hypothesen, so dass es keine „falschen“ Vermutungen geben kann. Die Schüler sollen dort abgeholt werden, wo sie tatsächlich stehen.
- Entwicklung von Gedankenmodellen / Theoriebildung
- Sprachliches präzisieren eigener Ideen und Konzepte

Die Schüler werden dazu angehalten, ihre Vorschläge plausibel zu begründen und nicht in Schlagworten oder Halbsätzen zu sprechen. Lehrer und Mitschüler nehmen durch ein aktives Zuhören an den vorgetragenen Ideen und Konzepten Anteil, wodurch sich konstruktive Diskussionen und neue Hypothesen ergeben können (siehe auch Vernetztes Denken)
- Das eigenständige Entwickeln von Modellen, welche anschließend empirisch überprüft werden müssen, um sie dann zu erweitern oder zu ersetzen.

Modelle können grundsätzlich als eine spezielle Form von Hypothesen betrachtet werden! Das Vorgehen erfolgt also analog zum tatsächlichen Vorgehen in den Wissenschaften (beispielsweise in der Physik die Entwicklung vom unteilbaren Teilchen zum Orbitalmodell, oder in der Biologie die Entwicklung der Membranmodelle vom Doppellipidschichtmodell über das Sandwichmodell zum Fluid-Mosaikmodell).

### Lösungsplanung
Funktionen und Ziele:
- Die Schüler entwickeln und planen die nachfolgende Erarbeitungsphase, indem sie Vorschläge zur Überprüfung ihrer Hypothesen machen.
- Die Schüler erhalten aufgrund ihrer eigenen Überlegungen einen unmittelbaren Zugang zu den naturwissenschaftlichen Arbeitsweisen (beobachten, vergleichen, experimentieren etc.) und ihrer Funktion/Bedeutung im Prozess des naturwissenschaftlichen Erkenntnisgewinns.
- Die Schüler besitzen nur ein begrenztes methodisches Repertoire und können oft keine konkrete Arbeitstechnik (z. B. Chromatographie, Titration etc.) benennen, jedoch die grundlegenden Prinzipien erläutern, die in ihrer nachfolgenden Untersuchung notwendig sind, um die von ihnen aufgestellten Hypothesen zu verifizieren/falsifizieren.
- Sprachliches Präzisieren eigener Ideen und Konzepte

### Erarbeitung
Funktionen und Ziele:
- Ein oder mehrere Lösungsvorschläge werden durchgeführt
- Die Schüler erhalten die Gelegenheit, naturwissenschaftliche Arbeitsweisen zur Überprüfung ihrer Hypothesen anzuwenden und auszuprobieren.
- Die Schüler sammeln instrumentelle Erfahrungen im Umgang mit naturwissenschaftlichen Arbeitsmethoden.
- Die praktische Untersuchungsarbeit ist in einen sinnstiftenden Kontext eingebunden und besitzt eine klare Zielvorgabe, die von den Schülern in den vorhergehenden Unterrichtsschritten erarbeitet wurde. Es findet kein Untersuchen oder Experimentieren aufs „Geratewohl“ oder „weil es der Lehrer angeordnet hat“ statt.

#### Methoden
- Betrachten
- Beobachten
- Vergleichen
- Experimentieren
- Auswerten von Untersuchungsrohdaten (insbesondere bei Untersuchungen oder Experimenten, die nicht unmittelbar im schulischen Unterricht durchgeführt werden können.)

### Ergebnissicherung
Funktionen und Ziele:
- Sicherung der Beobachtungs- oder Untersuchungsergebnisse
- Deutung, Reflexion und ggf. Diskussion der Beobachtungs- oder Untersuchungsergebnisse
- Verifikation/Falsifikation der Hypothesen
- Beantwortung der Ausgangsfrage

### Vertiefung / Transfer
Funktionen und Ziele:
- Vergleich mit anderen Spezies
- Betrachtung der gewonnenen Erkenntnisse aus einem übergeordneten Kontext
- Einordnung in Basiskonzepte (z. B. Kl. 5+6 in Niedersachsen)
- Herstellung eines Bezugs zu anderen Phänomenen
- Klärung von Detailaspekten

Der forschend-entwickelnde Unterricht ermöglicht:
- Die Anknüpfung an bereits vorhandener Vorstellungen und Konzepte – Präkonzepte durch...
- Die Reflexion eigener Gedanken und die von Anderen zu einem wissenschaftlichen Sachverhalt/Problem
- Den Erwerb einer (wissenschaftlichen) Diskursfähigkeit und Diskussionskompetenz und dadurch...
  - Ein Training im sprachlichen Präzisieren eigener und fremder Ideen und Konzepte
  - Ein Verständnis für den Weg des wissenschaftlichen Erkenntnisgewinns und damit
    - Verständnis für die Bedeutung und Grenzen von wissenschaftlichen Untersuchungstechniken (Beobachtungen, Experimente etc.) innerhalb des wissenschaftlichen Erkenntnisgewinns und somit
    - Verständnis für den konkreten Aufbau und Ablauf von Untersuchungen und deren Aussagefähigkeit

  - Die Entwicklung einer im konstruktiven Sinne skeptischen Haltung gegenüber allen (wissenschaftlichen) Aussagen und ein Verständnis für ihre grundsätzliche Vorläufigkeit (vgl. Falsifikation, Karl Popper)
- Eine intensive Anwendung von Transferprozessen und Abstraktionen aus einer konkreten, unterrichtlichen Entwicklung/Situation/Thematik heraus
- Den neurobiologischen Erkenntnissen zur Lernpsychologie Rechnung zu tragen, die eine intensive und vielfältige, gedankliche Auseinandersetzung mit einem Lerngegenstand fordern, bei einer gleichzeitigen Anknüpfen an bereits vorhandene gedankliche Konzepte.
- Ein Anknüpfen an die vertrauten Lösungsstrategien, die von den Schülern beim Lösen alltäglicher Probleme bereits angewendet werden. (Fahrrad quietscht. Was ist die Ursache? Vermutungen: ... Überprüfung: Nachsehen/Ausprobieren, Lösung etc.)

Die größten Schwierigkeiten beim forschend-entwickelnden Unterricht liegen in der Planungskompetenz und Gesprächsführung seitens des Lehrers.
So wählen Anfänger im Unterricht beispielsweise häufig ungeeignete Einstiege, in dem sie Phänomene auswählen, in denen die Schüler entweder gar kein Problem oder eine zu große Zahl von Problemen entdecken.
In der Gesprächsführung verfallen Anfänger immer wieder gerne in eine zu starke Lenkung, aus Sorge den vorgegebenen Unterrichtsstoff nicht in einer angemessenen Zeit zu bewältigen. Somit werden die Schüler stark darauf konditioniert, danach zu suchen „...was will der Lehrer jetzt von mir hören?“ (extrinsische Motivation) und nicht die Probleme, Hypothesen und Lösungsvorschläge rein auf der Sachebene zu betrachten (Voraussetzung für die Entstehung echter, intrinsischer Motivation). Ebenso häufig verfallen viele Anfänger im Unterricht in das gegenteilige Extrem und öffnen die Gesprächsphasen so weit, dass die Schüler in ihren Überlegungen „vom Hundertsten ins Tausendste“ geraten und schließlich keinen roten Faden mehr im Unterrichtsgeschehen erkennen. Die Kunst der Gesprächsführung liegt daher unter anderem in einem aktiven Zuhören des Lehrers, wobei er die vorgetragenen Aspekte und Konzepte der Schüler aufgreift und als lenkende Impulse verwendet, so dass die oben beschriebenen Schwierigkeiten vermieden werden können.
Seitens der Schulbuchverlage werden für das forschend-entwickelnde Unterrichtsverfahren bisher keine oder nur sehr eingeschränkt nutzbare Unterrichtsmaterialien zur Verfügung gestellt, die meist einer sehr starken Nachbearbeitung durch den Lehrer bedürfen. So eignen sich beispielsweise die weit verbreiteten, rezeptartigen Experimentalsammlungen meist nur für die praktische Umsetzung der Erarbeitungsphase, beinhalten jedoch bisher ausnahmslos keine sinnstiftenden Kontextinformationen vom Phänomen über die zu erwartenden Hypothesen der Schüler bis hin zu einer sinnvollen Vertiefung oder einem Transfer.